# The Suspect
The Suspect er en amerikansk stumfilm fra 1916 af S. Rankin Drew.

## Medvirkende
- Anita Stewart som Sophie Karrenina.
- S. Rankin Drew som Paul Karatoff.
- Anders Randolf som Karatoff.
- George Cooper som Valdor.
- Frank Morgan som Sir Richard.